# Art Gallery of Ontario
Art Gallery of Ontario – galeria sztuki w Toronto (Ontario, Kanada), najważniejsza galeria w Kanadzie, objętościowo największa w Ameryce Północnej.
Art Gallery of Ontario ma ponad stuletnią tradycję, zgromadziła około 26 000 dzieł sztuki zarówno europejskiej jak i kanadyjskiej czy amerykańskiej z ostatnich 600 lat. Budynek mieści się tuż obok Chinatown.

## Historia
Galeria została założona w 1900 roku jako Art Museum of Toronto i formalnie zarejestrowana 3 lata później. W 1919 roku została przemianowana na Art Gallery of Toronto. Jej obecna nazwa – Art Gallery of Ontario – obowiązuje od 1966 roku.
W latach 2005–2007 został dobudowany aneks, zaprojektowany przez Franka Gehry’ego, projektanta bryły Muzeum Guggenheima w Bilbao. Architekt pochodzi z Toronto i w dzieciństwie mieszkał w okolicy AGO. Galeria potrzebowała nowej przestrzeni także dlatego, że kolekcjoner i filantrop Kenneth Thomson przekazał jej kolejne dzieła sztuki, w tym obraz Rubensa Rzeź niewiniątek, za który zapłacił 117 milionów dolarów.

## Zbiory
Galeria ma największą na świecie kolekcję rzeźb brytyjskiego artysty Henry’ego Moore’a. Miasto zakupiło i umieściło jego rzeźbę The Archer (Strzelec) w centralnym punkcie, przed nowym budynkiem magistratu, na Nathan Philip Square. Artysta docenił ten wybór i zaczął współpracować z Toronto, przekazując miastu 300 prac za darmo. Dziś kolekcja liczy aż 931 dzieł autorstwa Moore’a.
Budynek ma wiele galerii rozmieszczonych na dwóch piętrach, w których prezentowane są bądź stałe ekspozycje, bądź wystawy czasowe. Dodatkowo w gmachu znajdują się sklepy, restauracja, biblioteka oraz sale multimedialne, gdzie często wyświetla się filmy lub odbywają się prelekcje. W podziemiach mieści specjalna strefa dla dzieci, w której prowadzone są zajęcia – wszyscy zachęcani są do szkicowania, a materiał dostarcza galeria.
W AGO można także zakupić lub wypożyczyć dzieła sztuki. Czasem galeria organizuje wieczory jazzowe. W budynku znajduje się ponadto Cinemateque Ontario, kino prezentujące filmy niekomercyjne. Często organizuje się tu przeglądy twórczości reżyserów.
Galerie sztuki europejskiej wystawiają dzieła z różnych okresów, w tym takich artystów, jak: Brueghel, Rembrandt, van Dyck, de la Tour, Poussin, Degas, Dürer, Renoir, Monet, Picasso, Piranesi, Pissarro, Chagall, Gauguin, Magritte, Modigliani, Whistler, van Gogh.
W European Paintings and Sculpture Collection można obejrzeć m.in. jeden z największych na świecie zbiorów florenckich brązów z XVII w. oraz liczne płótna starych mistrzów, jak Luca Giordano, Antoine Coypel, Jean Jouvenet. Znajduje się tu np. obraz Pietera Brueghla młodszego Wiejskie wesele, przedstawiający szczegóły XVII-wiecznego życia, a także płótna impresjonistów, jak Claude Monet (Charing Cross Bridge: Fog, Vétheuil in Summer), Edgar Degas (Woman in Bath), Renoir (Concert).
Następny dział – Twentieth-Century Collection – obejmuje okres lat 1900–1970. Wśród zgromadzonych dzieł są m.in. kubistyczne kształty Picassa (The Soup, Seated Woman), tajemnicze prace Chagalla (Over Vitebsk), charakterystyczne figury Gauguina (Hina and Fatu) oraz pełne wdzięku modele Modiglianiego (Mrs. Hastings).
AGO obejmuje także dział Prints and Drawing Collection z takimi dziełami, jak Adam i Ewa Dürera czy Tobiasz i Archanioł Rafael Pietro da Cortona.
Galerie kanadyjskie prezentują sztukę całego okresu istnienia kraju, w tym obrazy członków Grupy Siedmiu. Niektóre sale urządzono tak jak niegdyś wystawiano obrazy w galeriach – zawieszone niemal od podłogi po sufit.
W AGO znajdują się również rzeźby Inuitów w kości i kamieniu. Kolekcja ta, licząca 4000 dzieł, od rzeźb po rysunki, zalicza się do największych na świecie.
AGO zaczęło kupować malarstwo amerykańskie w latach 60., a w latach 80. zajęło się także współczesną sztuką europejską. W galerii znaleźć można pop-art, ekspresjonistów abstrakcyjnych, minimalistów, konceptualistów i arte povera. Z bardziej znanych dzieł są tu Elvis autorstwa Warhola czy wielki hamburger Oldenburga.
Oprócz stałych kolekcji AGO często gości wystawy czasowe, zarówno sztuki współczesnej, jak i klasycznej. Przykładowo w 2002 roku pokazywano unikatowe płótna Rubensa czy impresjonistów z Ermitażu. Galeria posiada także zbiory fotografii i filmów artystycznych oraz obszerną bibliotekę.
Z AGO można przejść do historycznego budynku The Grange, który był pierwszym lokum galerii. The Grange wybudowano dla D'Arcy'ego Boultona w 1817. Jest jednym z najstarszych ceglanych budynków miasta, w stylu georgiańskim, określanym jako Upper Canada Neo-Classic. Styl ten charakteryzował się prostotą (w przeciwieństwie do wiktoriańskiego), zachowaniem proporcji i symetrii. Budynek stoi w parku o tej samej nazwie, a został podarowany galerii przez Goldwina Smitha (kolejnego męża wdowy Boulton). Obsługa wolontariuszy w strojach z epoki oprowadza zwiedzających po XIX-wiecznych wnętrzach.